# 宮本登
宮本 登（みやもと のぼる、1941年1月7日 - ）は、日本の機械工学者。北海道大学名誉教授。元自動車技術会理事。元日本機械学会理事。

## 人物・経歴
1964年室蘭工業大学機械工学科卒業、三菱重工業入社。深沢正一や村山正の指導を受け、1969年北海道大学大学院工学研究科機械工学専攻修士課程修了。1972年同博士課程修了、北見工業大学機械工学科講師。同年同助教授。1974年北海道大学工学部機械工学科助教授。1976年同教授。1997年北海道大学大学院工学研究科教授。2004年定年退職、北海道大学名誉教授。2005年日本機械学会監事。2013年にはJR北海道の函館本線の出火事故の対策会議の座長を務めた。自動車技術会理事、自動車技術会北海道支部顧問、日本機械学会理事なども務めた。

## 受賞
- 日本舶用機関学会奨励賞  1990[4]
- SAE International Horning Memorial Award 1991[4]
- 日本エンジニアリング学会論文賞 2003[4]
- 瑞宝中綬章 2021[6][7]